# Індрек Гарґла

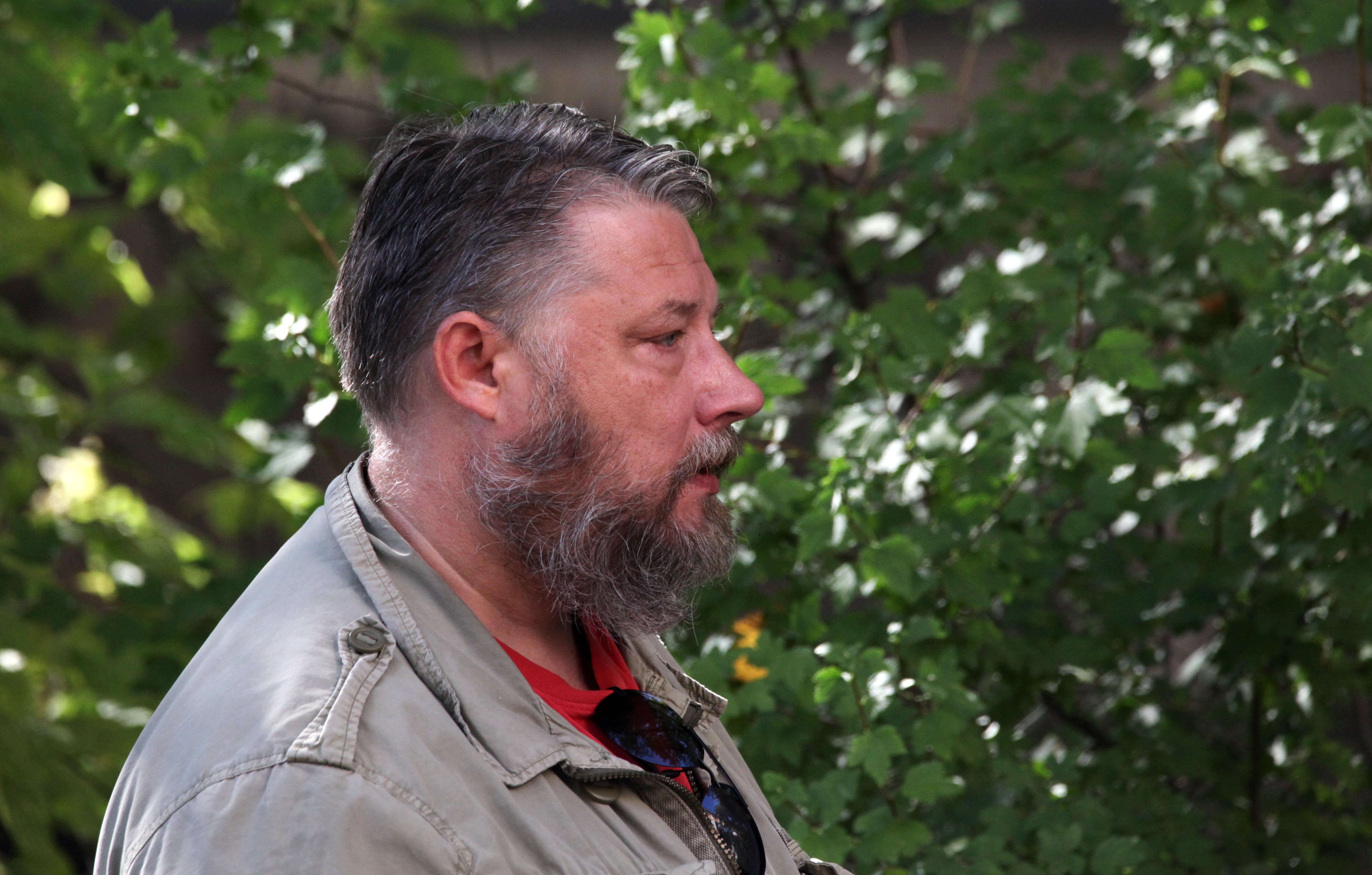
Індрек Гарґла (2021)

Індрек Гарґла (ест. Indrek Hargla) (псевдонім), справжнє ім'я Індрек Соотак (ест. Indek Sootak), народився 12 липня 1970 року в Таллінні — естонський письменник і сценарист, один з найвідоміших авторів наукової фантастики та детективів у Естонії. Також публікувався під псевдонімами Андрій Голіков (ест. Andrej Golikov) та Марат Файзієв (ест. Marat Faizijev).
Індрек Гарґла закінчив юридичний факультет Тартуського університету в 1993 році і працював до квітня 2012 року в Міністерстві закордонних справ Естонії. Згодом він вирішив присвятити себе винятково письменству. 

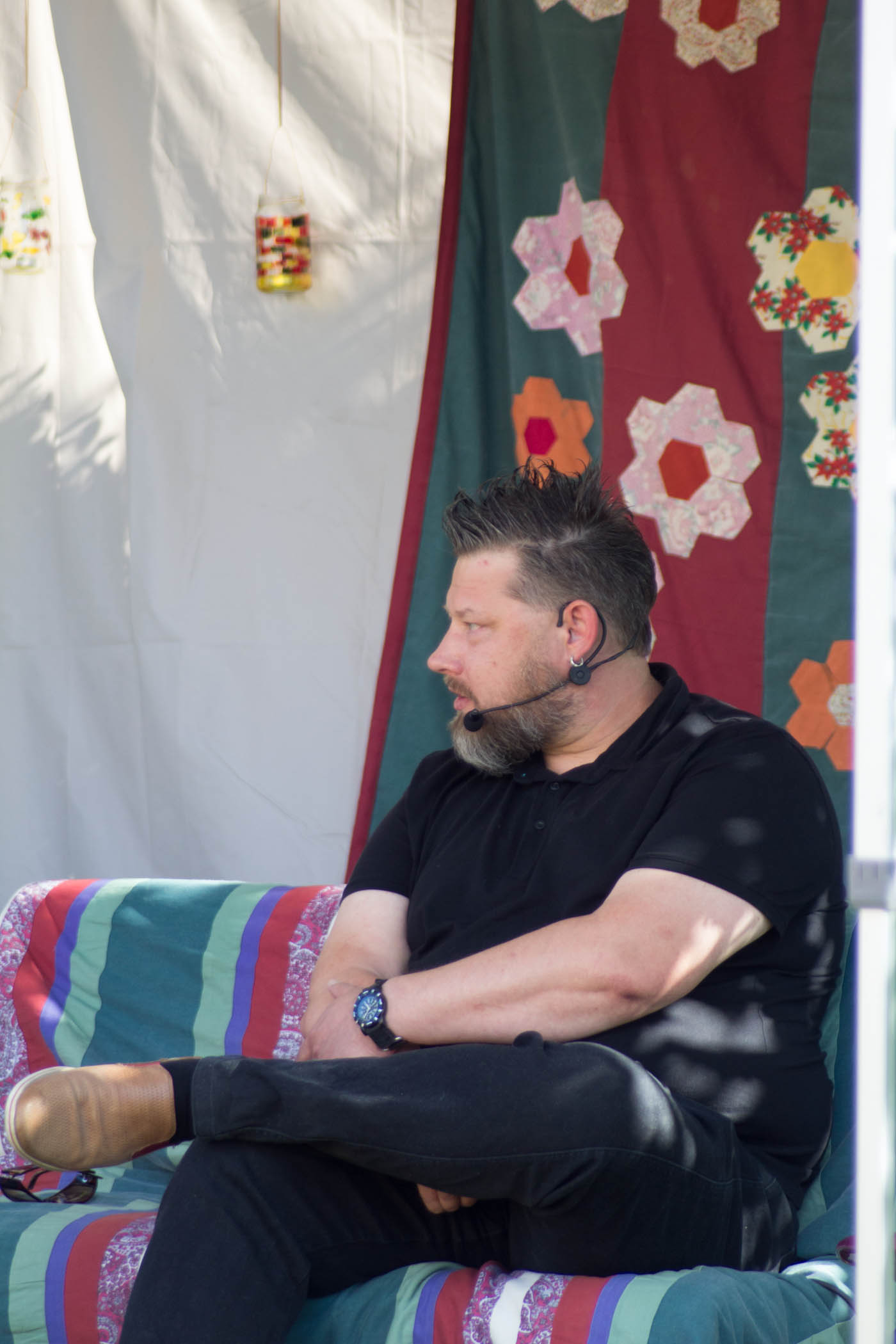
Індрек Гарґла, Фестиваль думок (Arvamusfestival) 2015 року

Його батько Яан Соотак, професор кримінального права в Тартуському університеті, а мати, Варьє Соотак, — філолог. Його дружина — естонська дитяча письменниця Гелі Ілліпе-Соотак.

## Творчість
Індрек Гарґла пише оповідання, короткі повісті та романи. Він є упорядником декількох збірок, а також антології «Жахлива Естонія» (ест. Õudne Eesti). Гарґла часто використовує елементи літератури жахів у своїх творах. Кілька його праць належать до жанру альтернативної історії. Його твори також зазнали сильного впливу детективного жанру. Серед естонської фантастики відома серія оповідань про детектива Мечислава Ґарповського (ест. Miecislaw Grpowski), а також серія романів з альтернативної історії Естонії (передусім м. Тарту), головні герої яких авантюрист «Француз» (ест. French) та шаманська родина на хуторі Сювагавва (ест. Süvahavva). 
У 2010 році серія його романів про середньовічного детектива, талліннського аптекаря Мельхіора Вакенштеде (ест. Melchior Wakenstede), здобула шалену популярність в Естонії, . Станом на 2019 рік опубліковано сім романів, сюжети про Мельхіора представлено на театральній сцені, плануються також зйомки фільму. 
У 2012 році з’явились за сценаріями Гарґли естонські телесеріали «Альпійський дім» (ест. Alpimaja) та «Сювагавва».
Твори Індрека Гарґли неодноразово оцінювали як технічно майстерні. Тексти характеризуються жанровою чистотою та цілісністю, логічною композицією та дотриманням жанрових правил. У той же час письменникові дорікають слабкою психологічною розробкою персонажів, а також надмірно жорсткою християнською етикою.
Твори Індрека Гарґла перекладено німецькою, угорською, латвійською, фінською та французькою мовами. З 2012 по 2015 рік він був членом Спілки письменників Естонії, з якої вийшов через політичні причини.

## Соціально-політична позиція
Окрім літератури Індрек Гарґла час від часу виступає у пресі з соціальних питань. Так, 2012 року він критично висловився стосовно перспектив зміни політичного курсу Естонії, адже на його погляд діяльність уряду визначається не розумом того чи іншого політика, а партійними традиціями. У 2014 році, у зв'язку з анексією Криму та військовими діями Російської Федерації на Сході України він заявив, що не буде купувати в магазині естонську продукцію з написами російською мовою. Він також заборонив перекладати свої твори російською.

## Літературний доробок

### Романи
- Baiita needus (2001) ISBN 9985-3-0503-5
- Palveränd uude maailma (2003) ISBN 9985-3-0659-7
- Vabaduse kõrgeim määr (2003) ISBN 9985-3-0749-6
- French ja Koulu (2005) ISBN 9985-3-1005-5
- French ja Koulu Tarbatus (2007) ISBN 978-9985-3-1527-9
- Frenchi ja Koulu reisid (2009) ISBN 978-9985-3-1979-6
- Süvahavva: esimene suvi (2013) ISBN 978-9985-3-2869-9
- Süvahavva: teine suvi (2015) ISBN 978-9985-3-3388-4
- Raudrästiku aeg (2016) ISBN 978-9949-3-8860-8
- Kolmevaimukivi (2018) ISBN 978-9949-9-8516-6

### Серія «Кримінальний роман про старий Таллінн» (ест.Kriminaalromaan vanast Tallinnast)
- Apteeker Melchior ja Oleviste mõistatus (2010 ja 2011) ISBN 978-9985-3-2053-2
- Apteeker Melchior ja Rataskaevu viirastus (2010) ISBN 978-9985-3-2131-7
- Apteeker Melchior ja timuka tütar (2011) ISBN 978-9985-3-2208-6
- Apteeker Melchior ja Pirita kägistaja (2013) ISBN 978-9985-3-2735-7
- Apteeker Melchior ja Tallinna kroonika (2014) ISBN 978-9985-3-3095-1
- Apteeker Melchior ja Gotlandi kurat (2017) ISBN 978-9949-9-8512-8
- Apteeker Melchior ja Pilaatuse evangeelium (2019) ISBN 978-9949-7-3970-7

### Повісті
- Gondvana lapsed (1999)
- Uskmatuse hind (1999)
- Excelsuse konkistadoorid (1999)
- Pan Grpowski jõulud (1999)
- Obernoni Apokrüüf (2000)
- Capaneusi Harta (2000)
- Mees, kes ei joonud viskit (2001)
- Väendru (2001)
- Hathawareti teener (2002) ISBN 9985-9380-5-4
- Maris Stella (2003) ISBN 9985-9383-7-2
- Tagasi tulevikku IV (2003)
- Doanizarre udulaam (2009); (Kirjastus Paradiis, 2017, ISBN 978-9949-9896-0-7)

### Оповідання
- Deja-vu (1998)
- Õnnekosk (1998)
- Gondvana lapsed (1998)
- Kliendi soov (1999)
- Spitzbergeni nokturn (1999)
- Kindel linn (1999)
- Kõik võimalused maailmas (1999)
- Koobassaare heinaküün (2000)
- Nad tulevad täna öösel! (1) (2000)
- Eeben (2000)
- Nad tulevad täna öösel! (2) (2000)
- Diplomitöö (2000)
- Sierra Titauna nekropol (2000)
- Aleana (2000)
- Kuningas Christeri Mõõk ja Ingrid (2000)
- Sindbadi kaheksas reis (2000)
- Heeringakaupmees Hendriku mõrsja (2000)
- Sild üle vaevavete (2000)
- Rabaröövel (2000)
- Meninos da rua (2000)
- Isa süda (2001)
- Fusion (2001)
- Kevade tulek (2001)
- Mees Assisi linnast (2001)
- Liiga hilja (2001)
- Veneetsia peeglite mõistatus (2001)
- Paroodiad (2001)
- Uneparandaja (2001)
- Pengringeerion (2001)
- Kord kuult (The Order from the Moon) (2001)
- Sõber selvas (2001)
- Terve maailm (2001)
- Sindbadi üheksas reis (2001)
- Vereta jaht (2001)
- Enesemääramisõigus (2002)
- Vend Rus (2002)
- Püha Graal – 1984 (2002)
- Cuncti simus concanentes: Ave Maria (2002)
- Novembrivalss Vanal väljakul (2002)
- Vlad (2003)
- Viljakoll (2004)
- Tagasi süütusesse (2004)
- Minu päevad Liinaga (2008)
- Apteeker Melchior ja katustel tantsija (2010)
- Õnnelik robot (2019)

### Збірки
- Nad tulevad täna öösel! (2000)
- Pan Grpowski üheksa juhtumit (2001) ISBN 9985-9271-9-2
- Hathawareti teener (2002)
- Roos ja lumekristall (2006) ISBN 9949-420-33-4
- Suudlevad vampiirid (2011)

### Антології
- Õudne Eesti: Valimik eesti õudusjutte (2005) ISBN 998-5309-499
- Eestid, mida ei olnud (2018) ISBN 978-9949-9851-4-2

### Сценарії телесеріалів
- Alpimaja (2012)
- Süvahavva (2012)
- Kuum jälg (2015)
- Merivälja (2017)

### Вистави
- Andromeda saar
- Wabadusrist (2013)
- Testamenditäitjad (2014)
- Viimane mustpea (2014)